# 2-Methyl-2,4-pentandiol
2-Methyl-2,4-pentandiol ist eine chemische Verbindung aus der Gruppe der Diole. 

## Isomere
Die Verbindung kommt in zwei isomeren Formen vor.
| Isomere von 2-Methyl-2,4-pentandiol |                             |                             |
| Name                                | (S)-2-Methyl-2,4-pentandiol | (R)-2-Methyl-2,4-pentandiol |
| Strukturformel                      |                             |                             |
| CAS-Nummer                          | 99210-91-0                  | 99210-90-9                  |
| CAS-Nummer                          | 107-41-5 (unspez.)          |                             |
| EG-Nummer                           | –                           | 625-062-1                   |
| EG-Nummer                           | 203-489-0 (unspez.)         |                             |
| ECHA-Infocard                       | –                           | 100.153.593                 |
| ECHA-Infocard                       | 100.003.173 (unspez.)       |                             |
| PubChem                             | –                           | –                           |
| PubChem                             | 7870 (unspez.)              |                             |
| Wikidata                            | −                           | −                           |
| Wikidata                            | Q2792203 (unspez.)          |                             |

## Gewinnung und Darstellung
2-Methyl-2,4-pentandiol kann durch Hydrierung von Diacetonalkohol gewonnen werden.

## Eigenschaften
2-Methyl-2,4-pentandiol ist eine brennbare, schwer entzündbare, farblose Flüssigkeit mit mild süßlichem Geruch, die mischbar mit Wasser ist.

## Verwendung
2-Methyl-2,4-pentandiol wird als Lösungsmittel und Zwischenprodukt zur Herstellung anderer chemischer Verbindungen verwendet. Die Verbindung wird auch zur Steuerung der Fließeigenschaften von Industrieprodukten wie Farben, Lacken, Beschichtungen, Reinigungsmitteln, Lösungsmitteln und Hydraulikflüssigkeiten eingesetzt. Es wirkt als Verdickungsmittel in Kosmetikprodukten. Es dient als Haftvermittler und Zusatz zu Hydraulikflüssigkeiten, Druckfarben und Zement. Es wird auch als Blutvolumenerweiterer eingesetzt und darüber hinaus wird es als Lösungsmittel für Reinigungs- und Farbstoffprodukte verwendet. Darüber hinaus wird es in Laboruntersuchungen als Fällungsmittel und Kryoschutzmittel in der Proteinkristallographie eingesetzt.

## Sicherheitshinweise
Die Dämpfe von 2-Methyl-2,4-pentandiol können mit Luft ein explosionsfähiges Gemisch (Flammpunkt 90 °C, Zündtemperatur 425 °C) bilden.